# Station Bayonne
Station Bayonne is een spoorwegstation in de Franse gemeente Bayonne.
Het station ligt op een splitsing van lijnen en is daardoor gesitueerd zowel op kilometer 197,555 van de lijn Bordeaux-Saint-Jean - Irun - tussen station Boucau en station Biarritz -, en op kilometer 321,383 van de lijn Toulouse - Bayonne. Daarnaast is het ook nog het eindpunt van de lijnen Bayonne - Saint-Jean-Pied-de-Port en de goederenlijn Bayonne - Allées-Marines .
Het station ligt op 5m hoogte.